# Jírovec pleťový
Jírovec pleťový (Aesculus x carnea) neboli jírovec červený je druh rostlin patřící do čeledě mýdelníkovité (Sapindaceae). Kvete růžovými vonnými květy v květnu, plody mají obvykle hladké obaly. Pravděpodobně se jedná o křížence mezi jírovci A. hippocastanum a A. pavia.

## Popis
Výška stromu může být 25 – 30 m. Někdy i více. Borka je světle hnědá a jemně rozpraskaná. Větvičky mají světle šedou barvu a jemné oranžové lenticely. Jsou silné. Vrcholové pupeny zeleno hnědé, ale nelepí (jako u jírovce maďalu). Tmavě růžové laty kvetou v květnu/červnu, cca 3-4 týdny. Listy jsou tmavě zelené, tuhé a mají zvlněný okraj. Plodem jsou tobolky, které nemají (nebo jen málo) ostnitý obal.

## Použití
Mimo běžný druh jírovec maďal (Aesculus hippocastanea) je jírovec pleťový nejčastěji pěstovaným členem rodu. Většinou bývá používán do alejí.

## Nároky
Při pěstování v mírném pásmu (ČR) roste na slunci i v polostínu. Vhodná je propustná, humózní až hlinitá půda, vlhká nebo dobře zásobená vodou a živinami. Snáší pH půdy 6,1–7,5, tedy mírně kyselé až neutrální. Rozmnožuje se semeny.

## Řez
Obvykle tento druh neřežeme.

## Kultivary
Aesculus x carnea ' Briotii '

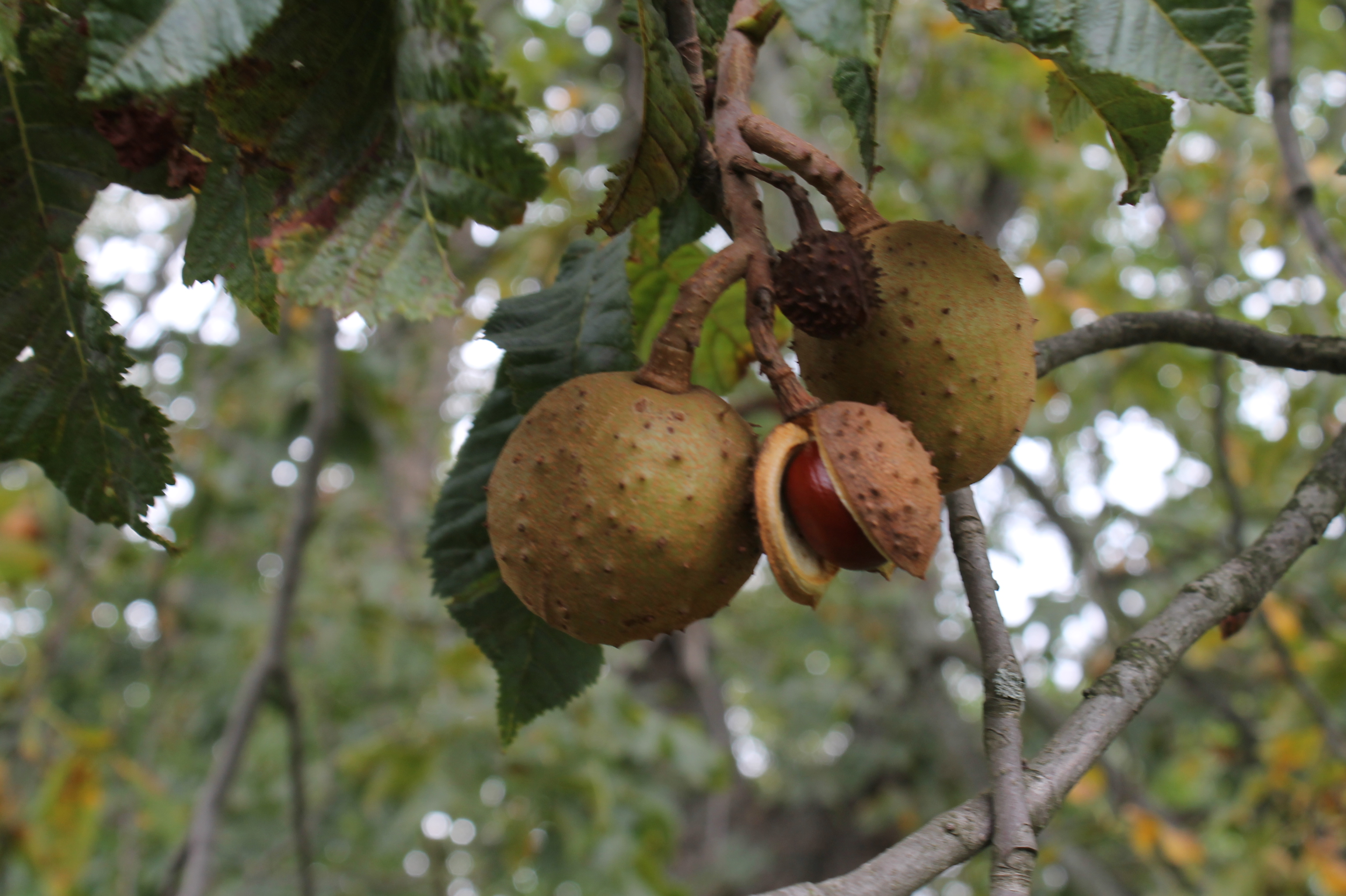
Tobolka je lysá nebo málo ostnitá.
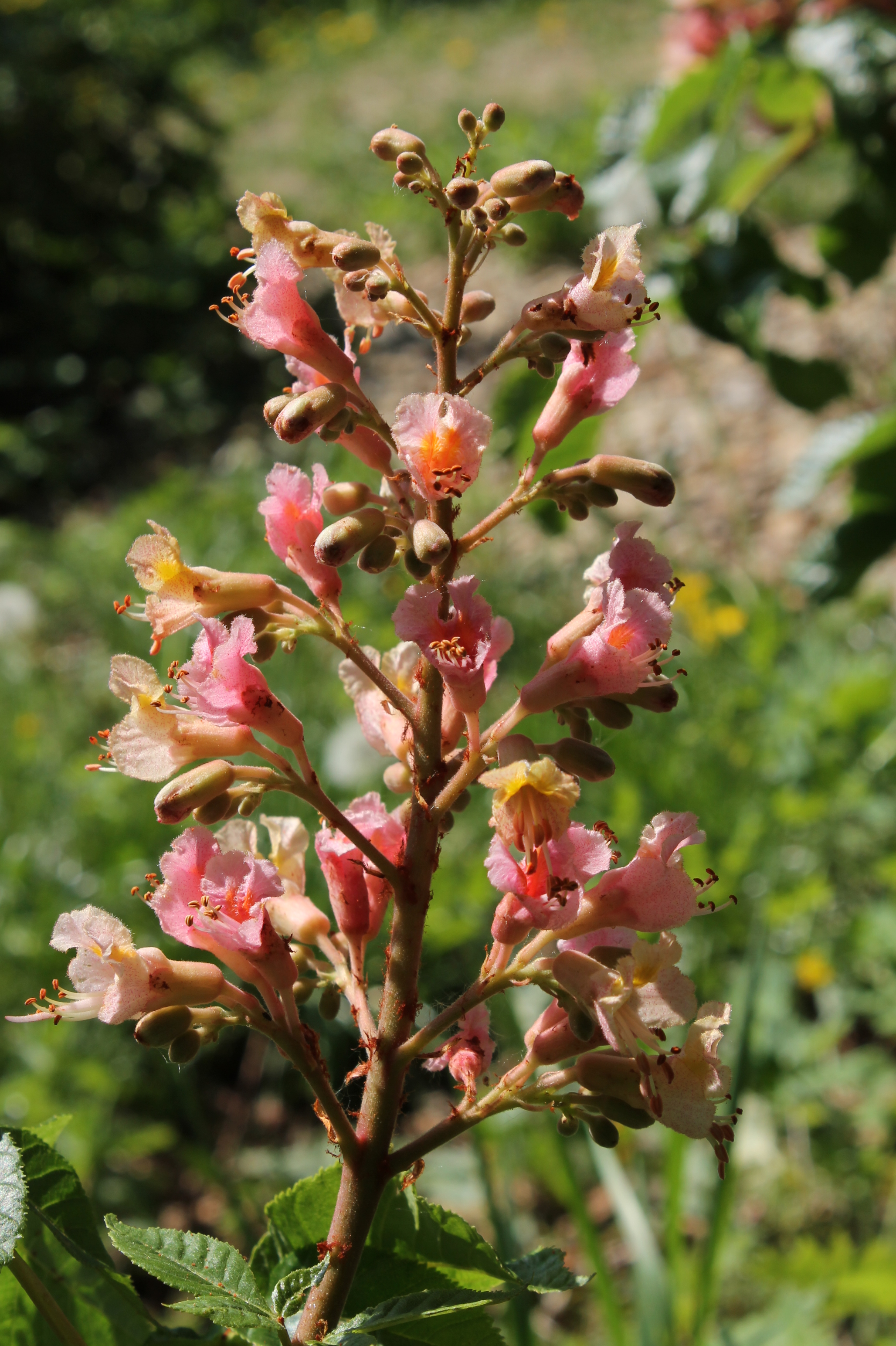
Květenství
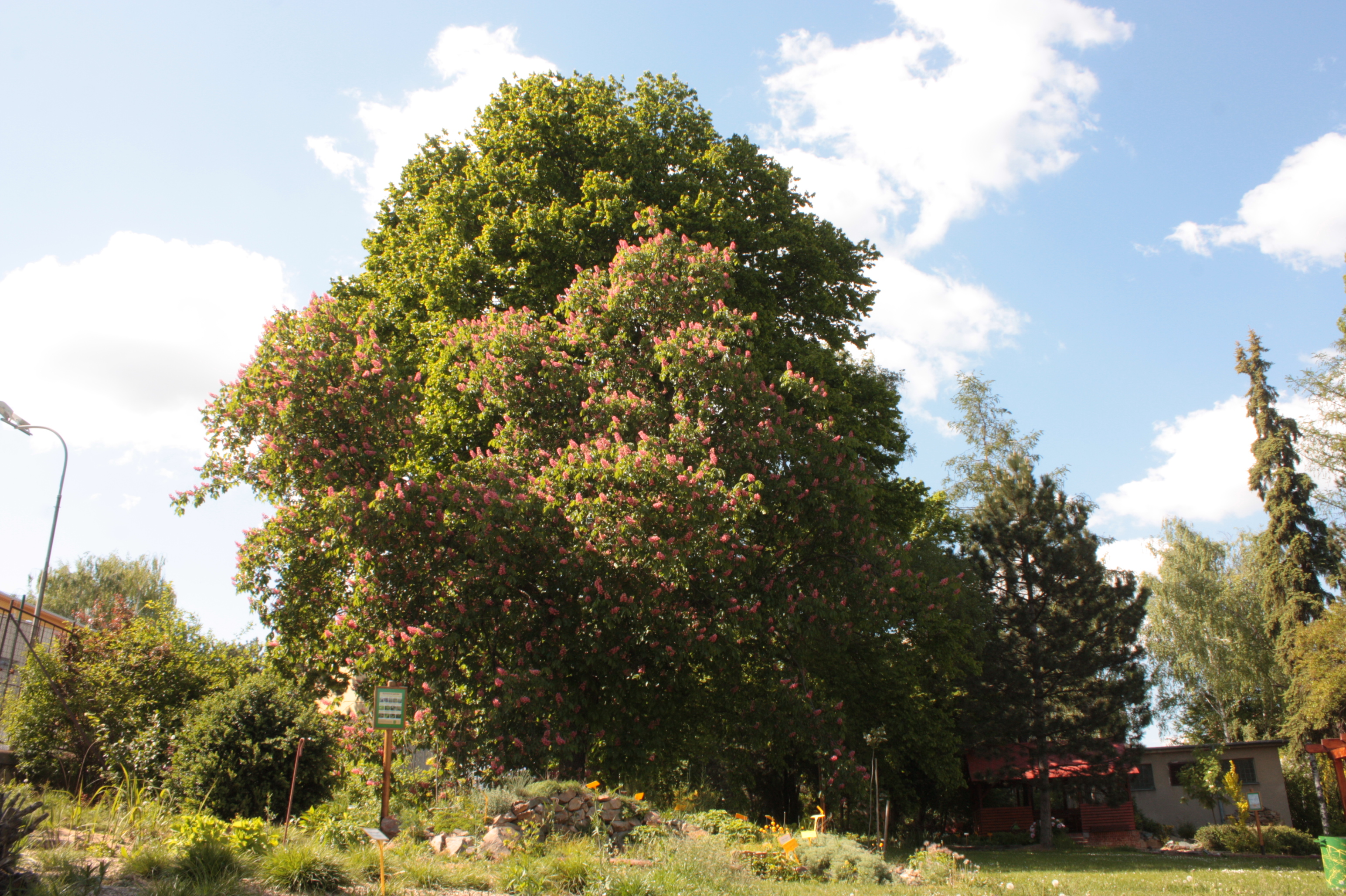
Habitus dřeviny (Brno-Řečkovice).